# Bjerke
Bjerke er en administrativ bydel i Oslo. Den har 33.422 indbyggere (2020) og et areal på 7,7 km². Boligbebyggelsen er i stor grad lokaliseret langs
Trondheimsveien, som går gennem bydelen. Langs vejen finder man blandt andet Aker Sygehus og travbanen Bjerkebanen.

## Økern
Økern en gågade i bydelen. Her finder man blandt andet det gamle butikscenter Økern senter

## Skoler
- Grundskoler: Linderud skole, Løren Skole, Tonsenhagen skole, Veitvet skole, Årvoll skole
- Videregående skoler: Bjerke Videregående skole og Bredtvet Videregående skole.
- Andre skoler: Krigsskolen

## Eksterne Henvisninger
- Bydelens hjemmeside Arkiveret 8. juni 2007 hos  Wayback Machine